# (10459) Vladichaika
(10459) Vladichaika est un astéroïde de la ceinture principale.

## Description
(10459) Vladichaika est un astéroïde de la ceinture principale. Il fut découvert le 27 septembre 1978 à Nauchnyj par Lioudmila Tchernykh. Il présente une orbite caractérisée par un demi-grand axe de 2,39 UA, une excentricité de 0,21 et une inclinaison de 5,8° par rapport à l'écliptique.

## Compléments